# Paul O'Neill
Paul O'Neill (New York, 23 febbraio 1956 – New York, 5 aprile 2017) è stato un produttore discografico, arrangiatore e compositore statunitense.

## Carriera
Paul O'Neill è famoso per le sue collaborazioni (tra cui quelle con Aerosmith, Savatage, Metal Church e Badlands); è, inoltre, uno dei più apprezzati organizzatori di manifestazioni rock in Giappone. È, anche, un musicista lui stesso.
In particolare, la sua duratura collaborazione con i Savatage, iniziata nel 1987, lo ha portato a contribuire attivamente sia all'evolversi del sound che ai testi della band.
Paul è, inoltre, l'ideatore del progetto Trans-Siberian Orchestra assieme a Jon Oliva e Robert Kinkel.
Recentemente, ha iniziato a salire regolarmente sul palco, con la Trans-Siberian Orchestra, per l'esecuzione di alcune canzoni appositamente selezionate.
Negli anni 80, ha lavorato per la Leber-Krebs Inc., management specializzato che si è occupato di artisti quali Aerosmith, AC/DC, Def Leppard, Ted Nugent, The New York Dolls, Scorpions e Joan Jett.
Negli anni 90, ha scritto Romanov, un musical per Broadway, composto a quattro mani sempre con Jon Oliva, ma mai pubblicato. Suddetto musical potrebbe finalmente vedere la luce, nel 2015, realizzato come album della Trans-Siberian Orchestra.
Il 5 aprile 2017 sul sito internet della Trans-Siberian Orchestra è stata annunciata la morte di O'Neill all'età di 61 anni a causa di una malattia cronica.

## Discografia da produttore
Aerosmith
- 1986 - Classics Live!
- 1987 - Classics Live! Vol. 2

Badlands
- 1989 - Badlands

Heaven
- 1985 - Knockin' on Heaven's Door

Metal Church
- 1993 - Hanging in the Balance

Savatage
- 1987 - Hall of the Mountain King
- 1989 - Gutter Ballet
- 1991 - Streets: A Rock Opera
- 1993 - Edge of Thorns
- 1994 - Handful of Rain
- 1994 - Japan Live '94
- 1995 - Dead Winter Dead
- 1995 - Final Bell/Ghost in the Ruins
- 1997 - The Wake of Magellan
- 2001 - Poets and Madmen

Trans-Siberian Orchestra
- 1996 - Christmas Eve and Other Stories
- 1998 - The Christmas Attic
- 2000 - Beethoven's Last Night
- 2004 - The Lost Christmas Eve
- 2009 - Night Castle
- 2012 - Beethoven's Last Night - The Complete Narrated Version
- 2012 - Dreams of Fireflies (On a Christmas Night) - EP